# Donis Avdijaj
Donis Avdijaj, född 25 augusti 1996 i Osnabrück i Tyskland, är en tysk-kosovoalbansk fotbollsspelare som spelar för TSV Hartberg.

## Klubbkarriär

### Willem II
Han gjorde debut den 17 augusti 2018 efter att ha blivit inbytt i den 64:e minuten i ett 0–1-vinst mot FC Groningen.

### AEL Limassol
Den 31 januari 2021 värvades Avdijaj av cypriotiska AEL Limassol.

### TSV Hartberg
Den 29 augusti 2021 värvades Avdijaj av Österreichische Bundesliga-klubben TSV Hartberg, där han skrev på ett tvåårskontrakt.

### Zürich
Den 1 augusti 2022 värvades Avdijaj av Schweiziska superligan-klubben Zürich, där han skrev på ett treårskontrakt.

### Återkomst i TSV Hartberg
Den 25 januari 2023 återvände Avdijaj till TSV Hartberg på ett låneavtal över resten av säsongen 2022/2023. Den 30 augusti 2023 blev han klar för en permanent övergång till TSV Hartberg och skrev på ett tvåårskontrakt med klubben.